# Cagiva C594
La Cagiva C594 fue un modelo de motocicleta de competición, del fabricante Cagiva, que participó en el Campeonato del Mundo de Motociclismo en la categoría de 500 cc durante los años 1994 y 1995, fue pilotada por los americanos John Kocinski y Doug Chandler, por el británico Carl Fogarty y por el italiano Pierfrancesco Chili.
El nombre de la motocicleta está formado por una amalgama de palabras y letras, a saber, la "C", el "5" y el "94". La "C" representa la compañía (Cagiva), el "5" representa la clase en la que la motocicleta compitió, así como la capacidad del motor (500) y el "94" representa la temporada en la que corrió la motocicleta (1994) de manera oficial.
La C594, obtuvo 1 victoria, 8 podios, 3 poles y 1 vuelta rápida en sus dos temporadas en el campeonato mundial. Su única victoria se dio en el Gran Premio de Australia de 1994 de la mano del americano John Kocinski quien ganó partiendo desde la pole. Esta fue la última victoria de Cagiva en el Campeonato del Mundo de Motociclismo.

## Características técnicas
Longitud: 1.390 mm

Peso en vacío: 125 kg

Capacidad de combustible: 21 litros

Tipo de motor: Motor de dos tiempos, 4 cilindros en V a 80°

Cilindrada: 500 cc

Diámetro: 56,0 mm

Carrera: 50,6 mm

Potencia: 185 CV a 12 500 revoluciones por minuto

## Resultados en el Campeonato del Mundo
(Carreras en negro indican pole position, carreras en italics indican vuelta rápida)
| Año  | Equipo               | Nº | Piloto              | 1   | 2   | 3   | 4   | 5   | 6   | 7   | 8   | 9   | 10  | 11  | 12  | 13  | 14  | Pts | CP   | Pts | CC |
| ---- | -------------------- | -- | ------------------- | --- | --- | --- | --- | --- | --- | --- | --- | --- | --- | --- | --- | --- | --- | --- | ---- | --- | -- |
| 1994 | Cagiva Team Agostini |    |                     | AUS | MAL | JPN | ESP | AUT | GER | NED | ITA | FRA | GBR | CZE | USA | ARG | EUR |     |      |     |    |
| 1994 | Cagiva Team Agostini | 10 | Doug Chandler       | 9   | 9   | 10  | 7   | Ret | 7   | 6   | Ret | Ret | 5   | Ret | 5   | 2   | 10  | 96  | 9.º  | 187 | 4º |
| 1994 | Cagiva Team Agostini | 11 | John Kocinski       | 1   | 2   | 9   | 3   | 5   | Ret | 8   | Ret | 2   | 4   | Ret | 2   | 3   | 3   | 172 | 3.º  | 187 | 4º |
| 1994 | Cagiva Team Agostini | 70 | Carl Fogarty        |     |     |     |     |     |     |     |     |     | DNS |     |     |     |     | 0   | NC   | 187 | 4º |
| 1995 | Cagiva Corse         |    |                     | AUS | MAL | JPN | ESP | GER | ITA | NED | FRA | GBR | CZE | RÍO | ARG | EUR |     |     |      |     |    |
| 1995 | Cagiva Corse         | 71 | Pierfrancesco Chili |     |     |     |     |     | 10  |     |     |     |     |     |     |     |     | 6   | 27.º | 6   | 7º |